# Lampada Giova
Giova è una lampada da tavolo progettata dalla designer ed architetta italiana Gae Aulenti nel 1964 per l'azienda d'illuminazione FontanaArte.
Il progetto rappresenta l'esordio della designer italiana nel campo dell'illuminazione d'autore e si distingue per la duplice funzione di lampada e vaso.
La lampada si compone di due sfere sovrapposte, l'inferiore funge da portalampada, mentre la superiore si presenta come vaso portafiori..

## Contesto storico-culturale
(Gae Aulenti)
In un periodo di  sviluppo economico ed urbanizzazione del dopoguerra, in cui la figura del progettista assume un ruolo chiave nella ricostruzione di città ed ambienti interni, la giovane architetta donna Aulenti, a seguito di numerosi successi professionali ottenuti nel corso degli anni 50, diventa una delle maggiori esponenti del nuovo movimento neoliberty italiano, assumendo il ruolo di fautrice dello stile, esprimendo un nuovo linguaggio simbolico incentrato sull'utilizzo di linee e e forme curve, opponendosi cosi alla filosofia del  razionalismo e minimalismo italiano. Appoggiandosi alle teorie di Ernesto Nathan Rogers, la figura di Gae Aulenti diviene negli anni '60 sempre più internazionale grazie anche ai vari allestimenti per i negozi Olivetti a Parigi e Buenos Aires, per i quali progetta vari sistemi di illuminazione in grado di animare gli ambienti interni, accentuando un richiamo all'Art Nouveau come segno di reazione all'estrema  funzionalità. 
Negli anni sessanta Gae Aulenti sviluppa un significativo dialogo con FontanaArte, creando prodotti che rivelano il suo approccio innovativo nell’uso di forme e materiali. Lampada Giova (1964), segna l’esordio di Aulenti nel settore dell’illuminazione d’autore. Giova è una delle icone del design d’autore presenti in occasione della realizzazione del Centro Fly a Milano, nel 1966, di cui Gae Aulenti sarà  art director. In particolare la lampada verrà posta nello showroom di Poltronova, insieme ad altre produzioni della Aulenti.

## Descrizione

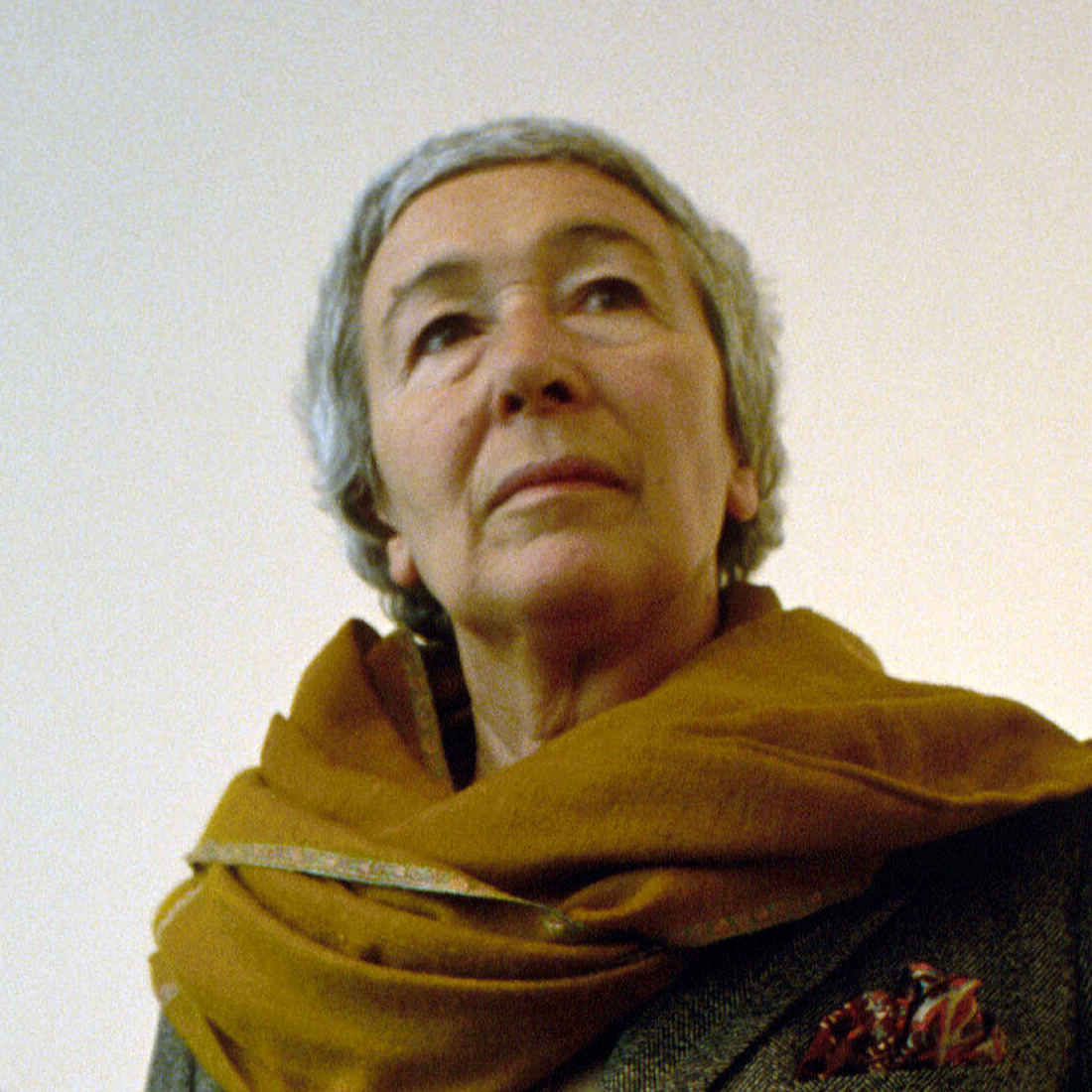
Gae Aulenti, progettista della lampada Giova

### Caratteristiche Tecniche
Su una base in metallo è posizionato un globo in  vetro soffiato trasparente che include la sfera interna in vetro soffiato bianco lucido, dove alloggia la sorgente luminosa. Al di sopra, poggia una coppa in vetro soffiato pulegoso trasparente colorato con funzione di vaso portafiori. Il cavo di alimentazione, l'interruttore e la spina sono di colore nero. La lampada è disponibile in due dimensioni.

#### Materiali e Lavorazioni
La base in metallo si presenta sia in finitura cromata che galvanizzata dorata. La semisfera inferiore è realizzata in  vetro soffiato bianco lucido. La semisfera superiore è realizzata in vetro pulegoso, il quale si presenta con una superficie scabra, semi-opaca o traslucida costituita da bollicine ottenute introducendo nella massa fusa una sostanza atta a produrre lo sviluppo di bolle di gas. La tecnica venne sviluppata negli anni venti da Napoleone Martinuzzi alla Venini.

### Dimensioni e modelli
| Spazio di ingombro          |          |
| Diametro (versione ridotta) | Ø 320 mm |
| Altezza (versione ridotta)  | 370 mm   |
| Diametro (versione grande)  | Ø 500 mm |
| Altezza (versione grande)   | 590 mm   |

## Componente figurativa e plastica
La base di Giova viene prodotta nella versione  cromata e  dorata, conferendo così due caratteri diversi: la cromata più neutra e discreta, la dorata più lussuosa e vistosa.
Il vetro della sfera inferiore permette di far trasparire l'intreccio di forme curve delle tre componenti e il contrasto di linee morbide e rette ottenute dal taglio delle sfere.
Un'ulteriore contrasto è dato anche dalla scelta dei vetri utilizzati, in quanto il materiale della calotta superiore, realizzato in vetro pulegoso, suggerisce all'utente la sua seconda funzione, quella di contenere.

## Grado di codifica
La lampada Giova, per la sua duplice funzione, è stata realizzata partendo da una rielaborazione di due codici già esistenti. Si tratta di un fenomeno di ipercodifica, ovvero sulla base di una regola precedente viene proposta una regola additiva per una applicazione particolarissima della regola generale. Questo è un caso particolare nel quale troviamo una sorta di unione di due ipercodifiche.

## Interazione con l'utente
La duplice funzione di Giova permette all'utente di utilizzare l'oggetto sia come sistema di illuminazione che come vaso portafiori. La semisfera superiore, non essendo vincolata al resto della struttura, può essere rimossa o ruotata su se stessa. Inoltre, come artefatto di design, agisce sulla sfera del "far essere" lavorando sull'identità dell'utente che la possiede.

## Valorizzazione

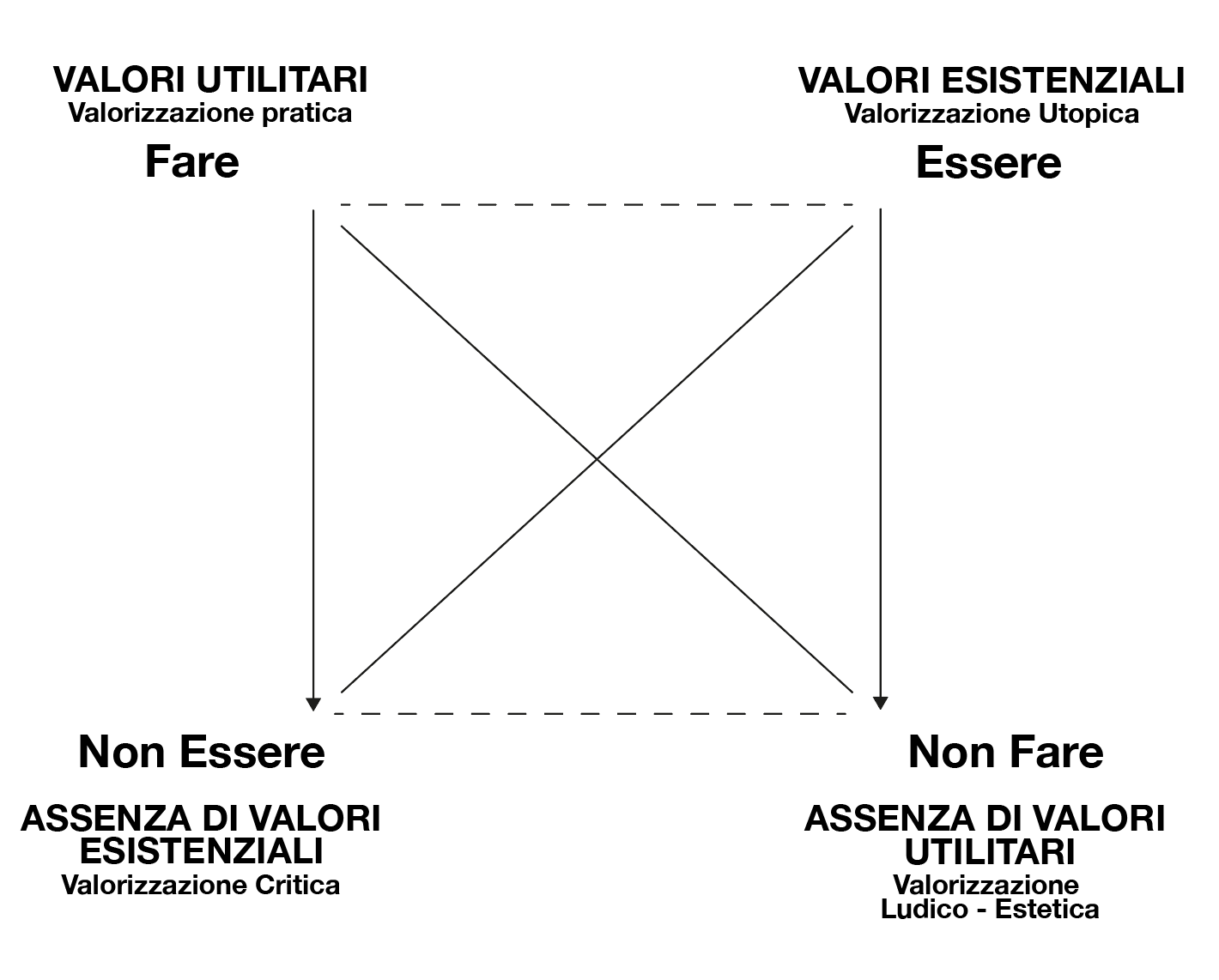
Quadrato Semiotico di Floch

Partendo dai concetti teorici del semiologo Jean-Marie Floch:, 
si può affermare che le funzioni assolte dalla lampada appartengano a campi semantici molto differenti, ovvero l'illuminazione e la botanica. Questo accostamento inusuale ed innovativo ha richiesto una particolare attenzione da parte del designer nel coniugare al meglio le due funzioni, richiedendo quindi una particolare attenzione all'atto pratico, in quanto lavora sui valori utilitari. Troviamo anche una valorizzazione utopica perché, rispetto ad altre lampade, Giova lavora nella sua estetica all'essere diversa.